# Mihai Moraru
Mihai Moraru (n. 1 octombrie 1946) este un specialist în istoria literaturii române vechi, în prezent profesor emerit la Facultatea de Litere din cadrul Universității din București. Este de asemenea profesor asociat la CESI, Centrul de Excelență în Studiul Imaginii. În anul 1991 și-a obținut diploma de doctor în științe umaniste/ domeniul filologie în cadrul Institutului de Istorie și Teorie Literară „George Călinescu” al Academiei Române.

## Biografie
Părinții săi au fost învățători basarabeni, refugiați în luna august 1944 în România. Mihai Moraru s-a născut în satul Uivar de lîngă_Jimbolia , pe atunci în județul Timiș Torontal din Regatul României. Școala primară și gimnaziul le-a făcut în satele Țuglui și, respectiv, Glod din raionul Segarcea (actualmente județul Dolj), iar liceul la Frații Buzești din Craiova. Între1964-1969 urmează cursurile Facultății de limbă și literatură română ( acum Facultatea de Litere a Universității București. După absolvire este repartizat la Institutul de Istorie și Teorie Literară,care poartă, din 1966, numele fondatorului său ,G.Călinescu. Aici activează în cadrul sectorului de istorie a literaturii române vechi și este coleg  și prieten cu  Cătălina Velculescu, Andrei Nestorescu, Mihai Vornicu, Gheorghe Ceaușescu, Nicolae Mecu, Roxana Sorescu, Monica Spiridon, Dan C. Mihăilescu, Mircea Anghelescu. Doctor în filologie din 1991.  A predat cursuri timp de zece ani  și la Universitatea Complutense din Madrid. Este un pasionat paleograf și un  bun cunoscător al mai multor limbi  slave. A colaborat la proiectul Monumenta linguae dacoromanorum  sub coordonarea profesorului Paul Miron și  a Elsei Lueder. Casa sa  de la Vama Veche, aflată alături de cea a regretatului său prieten Paul Miron, profesor la Universitatea din Freiburg și  unul dintre ctitorii bisericii din localitate, vor fi locul multor întîlniri și dezbateri istorico-literare sau lingvistice. 
Cursurile sale universitare la școala doctorală a Facultății de Litere  și la CESI pun accentul pe definirea din perspectivă comparatistică a curentelor și a epocilor cuprinse între secolele XVI-XVIII și primele decenii ale secolului al XIX-lea.
Este, alături de soția sa, regretata Alexandra Roman Moraru, unul dintre traducătorii Septuagintei în limba română,  și unul dintre editorii Psaltirii de la Bălgrad (1650). A fost secretar științific, revizor și editor al ediției jubiliare a Bibliei de la București.

## Studii publicate
A publicat zeci de articole în reviste de specialitate, în Spania, Italia, Bulgaria, Germania și a efectuat mai multe stagii de specializare în Rusia, Ucraina, Spania sau Italia. De asemenea, a redactat numeroase articole științifice și studii, dintre care pot fi amintite: „Chonological Comparisons and Delimitations” (Synthesis, 1979), „Versificație și compoziție în baladele populare și în povestirile istorice în versuri” (Limbă și literatură, 1980), „Eminescu și vechiul scris românesc” (Viața Românească, 1983), „Nicolae Cartojan – istoric al literaturii și comparatist” (Limbă și literatură, 1984), „Două texte inedite ale Irozilor lui Picu Pătruț” (Studii și cercetări de istorie a artei, 1986), „Glose la Glossa eminesciană” (Limbă și literatură, 1991), „Gemenii cerești și Luceafărul” (Dacoromania. Jahrbuch für östliche Latinität, 1991), majoritatea acestor studii fiind apoi reunite în volumul De nuptiis Mercurii et Philologiae, Ed. Fundației Culturale Române, l997

## Afilieri
Este membru al mai multor asociații profesionale și instituții printre care se numără: Asociația Scriitorilor - București, Asociația de Literatură Generală și Comparată din România (ALGCR), Asociația Internațională pentru Studiul Istoriei Religiilor (IAHR), Institutul de Istorie și Teorie Literară al Academiei Române (între 1969-1994). De asemenea, este membru în colegiul de redacție al revistelor: Revista de istorie și teorie literară, Limbă și literatură și Revista de Filología Románica (Universidad Complutense Madrid). 

## Premii
A primit Premiul Academiei Române pentru ediția jubiliară a Bibliei de la București, Premiul Perpessicius pentru ediția scrierilor literare ale lui Iordache Golescu și Premiul Cartea anului 2004 pentru colaborarea la traducerea și tipărirea Septuagintei în limba română. 

## Lucrări (selectiv)
- Bibliografia analitică a literaturii române vechi. Cărțile populare laice, în colaborare cu Cătălina Velculescu, Editura Academiei, București, 1976
- Dicționar cronologic. Literatura română, în colaborare, sub coordonarea prof. dr. I. C. Chițimia și prof. univ. dr. Al. Dima
- Crestomație de literatură română veche, în colaborare, Editura Dacia, Cluj-Napoca
- Arte poetice.Renașterea, Editura Unvers, București, 1986, cap. „Umanism filologic și arte poetice în renașterea literară românească”
- De Nuptiis Mercurii et Philologiae, Editura Fundației Culturale Române, București, 1997
- Septuaginta vol I, Colegiul Noua Europă, Editura Polirom, 2004, p. 419-518, traducere din limba greacă a cărții Numeri
- Studii și texte, I , O carte populară necunoscută: Viteazul și Moartea (București, 2004), Editura Cartea universitară
- Studii și texte, II , Vechi legende apocrife (2005),Editura Adam